# Aris Zarifović
Aris Zarifović, slovenski nogometaš, * 2. junij 1988, Šempeter pri Gorici.
Zarifović je profesionalni nogometaš, ki igra na položaju branilca. Od leta 2024 je član slovenskega kluba Tolmin. Pred tem je igral za slovenske klube Gorica, Brda in Olimpija, tajska Samut Prakan City in PT Prachuap ter italijanski Gemonese 1919. Skupno je v prvi slovenski ligi odigral 197 tekem in dosegel enajst golov. Z Olimpijo je osvojil naslov državnega prvaka v sezonah 2015/16 in 2017/18 ter slovenski pokal leta 2018.